# Finlandia en los Juegos Olímpicos de Sochi 2014
Finlandia estuvo representada en los Juegos Olímpicos de Sochi 2014 por un total de 103 deportistas que compitieron en 9 deportes. Responsable del equipo olímpico fue el Comité Olímpico Finlandés, así como las federaciones deportivas nacionales de cada deporte con participación.
El portador de la bandera en la ceremonia de apertura fue el deportista de snowboard Enni Rukajärvi.

## Medallistas
El equipo olímpico finlandés obtuvo las siguientes medallas:
| Nombre                                                               | Deporte            | Competición             |
| -------------------------------------------------------------------- | ------------------ | ----------------------- |
| Oro                                                                  |                    |                         |
| Iivo Niskanen Sami Jauhojärvi                                        | Esquí de fondo     | Velocidad por equipos M |
| Plata                                                                |                    |                         |
| Aino-Kaisa Saarinen Kerttu Niskanen                                  | Esquí de fondo     | Velocidad por equipos F |
| Anne Kyllönen Aino-Kaisa Saarinen Kerttu Niskanen Krista Lähteenmäki | Esquí de fondo     | 4 × 5 km F              |
| Enni Rukajärvi                                                       | Snowboard          | Slopestyle F            |
| Bronce                                                               |                    |                         |
| Equipo                                                               | Hockey sobre hielo | Torneo M                |